# ツバサハゼ属
ツバサハゼ属 (学名：Rhyacichthys) は、スズキ目ハゼ亜目の下位分類群の一つ。ツバサハゼなど、流れの速い河川上流域に適応した2種が属する。学名は『急流の魚』という意味で、生息環境に由来する。

## 形態
全長は25cm。体高は低く、頭部は平たく縦扁し、胸鰭は大きく左右に広がる。側線管は頭部から尾鰭基部まで達する。感覚器や骨格が他のハゼ類と大きく異なり、本属はハゼ亜目の中でも最も原始的な一群であると考えられている。

## 生態
西太平洋の亜熱帯域に分布し、流れの速い河川の上流域に生息する。胸鰭と腹鰭を利用し石に貼り付く。雑食性で、藻類や小型無脊椎動物を捕食する。繁殖方法は不明だが、稚魚が海から川へ遡上するのが確認されていることから、両側回遊魚であると考えられている。日本ではツバサハゼのみが屋久島、奄美大島、沖縄本島、石垣島、西表島でみられる。

## 分類
2種が分類される。
- ツバサハゼ Rhyacichthys aspro
- Rhyacichthys guilberti バヌアツ、ニューカレドニア北部の河川に生息する。生息数が少なく、絶滅が危惧されている。